# Boldklubben 1893
Boldklubben 1893 of B.93 is een Deense sportclub uit de stadswijk Østerbro in de hoofdstad Kopenhagen. B93 speelt de thuiswedstrijden in het Østerbro Stadion, wat ze delen met BK Skjold.

## Geschiedenis
Op 19 mei 1893 werd de vereniging als cricketclub opgericht. In 1896 werd de voetbalafdeling en in 1901 de tennisafdeling eraan toegevoegd. In 1959 werd de crickettak opgeheven.
De voetbaltak van de club was succesvol in de beginjaren van de Deense voetbalcompetitie. Tussen 1916 en 1946 werd de club negen keer landskampioen.

## Erelijst
- Landskampioen

1916, 1927, 1929, 1930, 1934, 1935, 1939, 1942, 1946
- Beker van Denemarken

1982

## B93 in Europa
Uitslagen vanuit gezichtspunt Boldklubben 1893
| Seizoen                                                    | Competitie   | Ronde | Land                                    | Club               | Totaalscore | 1e W    | 2e W    | PUC |
| ---------------------------------------------------------- | ------------ | ----- | --------------------------------------- | ------------------ | ----------- | ------- | ------- | --- |
| 1982/83                                                    | Europacup II | 1R    | Vlag van Duitse Democratische Republiek | Dynamo Dresden     | 4-4 u       | 2-3 (U) | 2-1 (T) | 2.0 |
|                                                            |              | 1/8   | Vlag van België                         | Waterschei SV Thor | 1-6         | 0-2 (T) | 1-4 (U) | 2.0 |
| Totaal aantal behaalde punten voor UEFA coëfficiënten: 2.0 |              |       |                                         |                    |             |         |         |     |

Zie ook
- Deelnemers UEFA-toernooien Denemarken
- Ranglijst van alle clubs die in de diverse Europa Cups zijn uitgekomen

## Bekende (oud-)spelers
- Axel Dyrberg
- Johannes Gandil
- Harald Hansen
- Johnny Jacobsen
- Brian Jensen
- Emil Jørgensen
- Viggo Malmqvist
- Alf Olsen
- Anthon Olsen
- Michael Rohde
- Axel Thufason